# Холмы (Могилёвский район)
Холмы (бел. Халмы) — деревня в составе Маховского сельсовета Могилёвского района Могилёвской области Республики Беларусь.

## Географическое положение
Ближайшие населённые пункты: Липец, Махово, Стужица.

## История
В 1675 упоминается как деревня во владении Буйничского мужского монастыря в Оршанском повете ВКЛ.

## Население
- 1999 год — 177 человек
- 2010 год — 82 человека